# Д’Аренберг, Филипп-Франсуа
Филипп-Франсуа д’Аренберг (фр. Philippe-François d'Arenberg; 30 июля 1625, Брюссель — 17 декабря 1674, Брюссель) — граф и князь, затем герцог д'Аренберг, и князь Священной Римской империи, герцог ван Арсхот, гранд Испании 1-го класса — военный и государственный деятель Испанских Нидерландов.

## Биография
Сын князя Филиппа-Шарля д’Аренберга, герцога ван Арсхота, и Клер-Изабеллы де Берлемон, графини де Лален.
Находился в Мадриде, когда там умер его отец. Несмотря на юность герцога, Филипп IV назначил его капитаном стрелков своей гвардии и шефом роты тяжеловооруженных всадников, которой его отец командовал в Нидерландах. Сопровождал короля в Каталонской кампании 1642 года.
9 июня 1644 года император Фердинанд III возвел княжество Аренберг в ранг герцогства для Филиппа-Франсуа и его потомков. Король Испании разрешил принять это пожалование, и приказом от 15 октября 1646 года повелел правительству Нидерландов во всех публичных актах титуловать князя Аренберга герцогом.
26 октября 1646 года король пожаловал герцога в рыцари ордена Золотого руна.
В это время мадридский двор искал возможности возобновить мирные переговоры с Соединенными провинциями. Добиться примирения можно было только при условии удовлетворения интересов Оранского дома. Частное соглашение с принцем Фридрихом Генрихом на этот предмет было подписано в Мюнстере 27 декабря 1647 года, и одна из статей этого трактата предусматривала переход сеньории Зевенберген в Северном Брабанте, принадлежавшей дому д’Аренберг, во владение вдовствующей принцессы Оранской.
С Филиппом-Франсуа не консультировались по этому поводу, но, когда король сообщил о достигнутой договоренности, герцог изъявил готовность подчиниться. Для завершения дела требовалось его личное присутствие в Нидерландах, и он получил для этого королевское позволение. 12 ноября 1648 года между герцогом Аренбергом и правительством было заключено соглашение, по которому Филипп-Франсуа должен был получить возмещение в размере 120 тыс. флоринов за землю и баронию Зевенберген, а в качестве гарантии выплаты король передавал ему земли Аль и Брен-ле-Конт в Эно. Соответствующая грамота была выдана 5 февраля 1649 года, и, поскольку казна так и не смогла выплатить условленную сумму, означенные земли так и остались у герцога, и ещё в XIX веке продолжали составлять часть владений дома Аренбергов.
Подписание конвенции от 12 ноября 1648 года привело к спору, довольно нелепому с точки зрения буржуазной эпохи, но в свое время потребовавшему вмешательства высших лиц государства. Филипп-Франсуа подписался, как герцог д’Аренберг и д’Арсхот, но совет финансов отказался принять эту подпись, заявив, что бельгийский титул Арсхот должен предшествовать иностранному Аренбергу. Личный совет штатгальтера и Госсовет Нидерландов обсуждали этот вопрос, но не смогли принять решения. Эрцгерцог Леопольд обратился в Мадрид. Филипп IV передал дело на рассмотрение своего личного совета, который 23 апреля 1649 года постановил, что в данном случае можно писать титул Аренберга пред Арсхотом, при условии, что из этого не последует попытки какого-либо ущемления достоинства грандов Испании.
Эрцгерцога такое решение не удовлетворило, и он снова отклонил документ. Филипп-Франсуа направил ему жалобу, в которой указывал, что принадлежит и к дому Аренбергов, и к дому Арсхот, и имеет право подписываться, как ему угодно, после чего обратился к королю. Филипп IV не принял его объяснений, и предписал отказаться от использования в Нидерландах титула герцога Аренберга, ограничившись Арсхотом, к которому относилось достоинство гранда Испании.

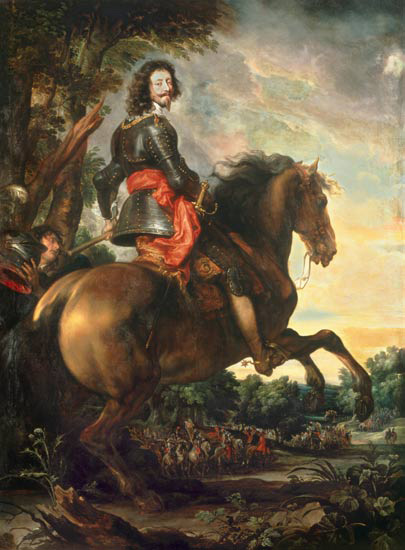
Антонис Ван Дейк. Герцог д’Аренберг. Холкем-холл

Вместо возвращения в Испанию герцог просил перевести его на службу в королевскую армию в Нидерландах. Сначала ему дали под командование испанский пехотный полк, но в 1651 году Леопольд поставил Аренберга во главе полка немецких кирасир.
17 августа 1656 года Аренберг был назначен шефом и генералом всех ордонансовых рот Нидерландов. Он участвовал в большинстве значительных дел в период кампаний 1651—1658 годов.
При осаде Арраса в июле 1654 года герцог был поставлен с шестью сотнями кавалерии охранять траншею. 19 июля французы, в количестве 1500 человек пехоты и нескольких эскадронов кавалерии, произвели вылазку, но после полуторачасового боя были вынуждены отступить с большими потерями. В этом деле под герцогом Аренбергом была убита лошадь, а ружейная пуля ударила в его буйволиную кожу. Газеты того времени отметили эти факты и сообщили также о храбрости, проявленной его младшим братом Шарлем-Эженом д’Аренбергом.
25 августа французы форсировали линии королевской армии, и герцог получил приказ выводить пехоту из траншей, что ему удалось исполнить, сдержав натиск противника, и приведя людей к воротам Камбре.
16 июля 1656 года герцог отличился при штурме Валансьена, одним из первых прорвавшись через вражескую линию, при этом пистолетная пуля пробила его шляпу.
В награду за службу Филипп IV назначил Аренберга капитан-генералом морской армии Фландрии (26 июня 1660 года), великим бальи Эно (26 мая 1663 года), а затем генеральным наместником и капитан-генералом этой провинции (4 июня 1663 года). Граф де Монтерей, штатгальтер Нидерландов, в 1670 году назначил герцога первым комиссаром для обновления законов и рассмотрения счетов городов и шателений Фландрии.
Умер в 1674 году в Брюсселе, и был погребен в Хеверле, близ Лувена, в монастыре целестинцев.
Анонимный автор описания Брюссельского двора, составленного около 1668 года, копия которого хранится в библиотеке Сент-Омера, дает Аренбергу следующую характеристику:

Герцог д’Аренберг и д’Арсхот обладает таким горячим темпераментом, что это сильное пламя не оставляет никакого места для флегмы. Он хорош собой, высокомерен с равными и учтив с остальными. У него все наклонности испанца, кроме сдержанности, которую он не смог усвоить, несмотря на то, что воспитывался в этой стране, и именно поэтому он отодвинут от важных должностей, ибо в этой стране испытывают великое отвращение к легкомысленному духу, и он не в фаворе у маркиза де Карасена, он едва смог получить губернаторство в Эно. Он любит историю, в которой имеет некоторые познания, и изящную словесность, в которой разбирается поверхностно. Он демонстрирует не только гордость, но и постоянную вспыльчивость, и, кроме службы своему господину, готов протестовать и жертвовать всем на свете и всем своим имуществом, чтобы её отстоять.— Gachard L.-P. Arenberg (Philippe-François, prince-comte d'), col. 410
По мнению Луи-Проспера Гашара, два факта подтверждают мнение анонима о характере Аренберга. При осаде Рокруа в 1653 году он дрался на дуэли с графом Эгмонтом, и ранил последнего. О другом сообщает эрцгерцог Леопольд в письме королю Филиппу от 28 июля 1650. Шатагальтер не хотел допускать младшего брата Филиппа-Франсуа, Шарля-Эжена д’Аренберга, в дворцовую палату, куда имели право входить только рыцари Золотого руна, генералы и губернаторы провинций. Герцог был этим настолько раздосадован, что больше не появлялся при дворе, и когда эрцгерцог отправился в поход, ни Филипп-Франсуа, ни его брат не явились с ним попрощаться, как того требовал этикет.

## Семья
Жена (1642): Маддалена Франсиска Луиса Эсперанса Ана Каталина Бенита де Борха-и-Дориа (16.12.1627—21.06.1700), дочь Франсиско де Борха, герцога Гандии, и Артенизы Дориа дель Карретто
Дети:
- Франсуа-Филипп (5—11.09.1643)
- Изабель-Клер-Эжени (12.07.1644—5.10.1655)